# Elin Ek
Elin Maria Ek (ur. 31 sierpnia 1973 w Aveście) – szwedzka biegaczka narciarska, zawodniczka klubu IFK Mora.

## Kariera
Po raz pierwszy na arenie międzynarodowej Elin Ek pojawiła się w marcu 1993 roku podczas mistrzostw świata juniorów w Harrachovie, gdzie była osiemnasta w biegu na 5 km techniką klasyczną, a na dystansie 15 km stylem dowolnym zajęła 26. pozycję.
W Pucharze Świata zadebiutowała 12 marca 1994 roku w Falun, zajmując 47. miejsce na 10 km techniką dowolną. Pierwsze punkty wywalczyła 7 stycznia 1995 roku w Östersund, plasując się na 30. pozycji na dystansie 30 km stylem dowolnym. W klasyfikacji generalnej sezonu 1994/1995 zajęła ostatecznie 78. miejsce. Najlepsze wyniki w Pucharze Świata osiągnęła w sezonie 2003/2004, który ukończyła na 21. miejscu. Nie stała na podium indywidualnych zawodów pucharowych, ale w zawodach drużynowych dokonała tego dwukrotnie.
Pierwszą dużą imprezą w jej karierze były mistrzostwa świata w Thunder Bay, gdzie zajęła 40. miejsce na dystansie 30 km dowolnym. W tej samej konkurencji stylem klasycznym na mistrzostwach świata w Trondheim w 1997 roku zajęła 25. pozycję. Na mistrzostwach świata startowała także w latach 2001–2005, najlepszy wynik osiągając podczas mistrzostw świata w Val di Fiemme w 2003 roku, gdzie była dziesiąta w biegu na 15 km klasykiem. Najlepszy indywidualny wynik olimpijski osiągnęła na igrzyskach w Salt Lake City w 2002 roku, zajmując 19. miejsce w biegu na 10 km stylem klasycznym. Najbliżej medalu była jednak cztery lata później podczas igrzysk olimpijskich w Turynie, gdzie wspólnie z Anną Dahlberg, Brittą Norgren i Anną Karin Strömstedt zajęła czwarte miejsce w sztafecie, przegrywając walkę o brązowy medal z Włoszkami o 1.6 sekundy.
Elin Ek startowała także w zawodach FIS Marathon Cup. W zawodach tego cyklu odnosiła większe sukcesy, 11 razy stawała na podium, przy czym czterokrotnie zwyciężała. Była między innymi najlepsza w szwedzkim maratonie Vasaloppet w 2007 roku, a w niemieckim König-Ludwig-Lauf wygrała w latach 2007 i 2008. W klasyfikacji generalnej najlepszy wynik uzyskała w sezonach 2006/2007, który ukończyła na pierwszej pozycji.

## Osiągnięcia

### Igrzyska olimpijskie
| Miejsce | Dzień     | Rok  | Miejscowość    | Konkurencja             | Czas biegu | Strata  | Zwyciężczyni      |
| ------- | --------- | ---- | -------------- | ----------------------- | ---------- | ------- | ----------------- |
| 35.     | 8 lutego  | 1998 | Nagano         | 15 km stylem klasycznym | 46:55,4    | +4:55,6 | Olga Daniłowa     |
| 43.     | 10 lutego | 1998 | Nagano         | 5 km stylem klasycznym  | 17:37,9    | +1:41,3 | Łarisa Łazutina   |
| 38.     | 9 lutego  | 2002 | Salt Lake City | 15 km stylem dowolnym   | 39:54,4    | +4:00,9 | Stefania Belmondo |
| 19.     | 12 lutego | 2002 | Salt Lake City | 10 km stylem klasycznym | 28:05,6    | +1:56,7 | Bente Skari       |
| 25.     | 15 lutego | 2002 | Salt Lake City | 10 km łączony           | 25:09,9    | +1:08,4 | Beckie Scott      |
| 35.     | 19 lutego | 2002 | Salt Lake City | Sprint stylem dowolnym  | 3:10,6     | –       | Julija Czepałowa  |
| 12.     | 21 lutego | 2002 | Salt Lake City | Sztafeta 4 × 5 km       | 49:30,6    | +3:09,8 | Niemcy            |
| 25.     | 24 lutego | 2002 | Salt Lake City | 30 km stylem klasycznym | 1:30:57,1  | +9:51,1 | Gabriella Paruzzi |
| 31.     | 12 lutego | 2006 | Turyn          | 15 km łączony           | 43:25,6    | +3:14,0 | Kristina Šmigun   |
| 23.     | 16 lutego | 2006 | Turyn          | 10 km stylem klasycznym | 27:51,4    | +1:49,5 | Kristina Šmigun   |
| 4.      | 18 lutego | 2006 | Turyn          | Sztafeta 4 × 5 km       | 54:47,7    | +12,6   | Rosja             |

### Mistrzostwa świata
| Miejsce | Dzień     | Rok  | Miejscowość   | Konkurencja              | Czas biegu | Strata  | Zwyciężczyni     |
| ------- | --------- | ---- | ------------- | ------------------------ | ---------- | ------- | ---------------- |
| 40.     | 18 marca  | 1995 | Thunder Bay   | 30 km stylem dowolnym    | 1:16:27,3  | +9:29,3 | Jelena Välbe     |
| 25.     | 23 lutego | 1997 | Trondheim     | 30 km stylem klasycznym  | 1:23:04,9  | +6:58,7 | Jelena Välbe     |
| 16.     | 15 lutego | 2001 | Lahti         | 15 km stylem klasycznym  | 43:54,8    | +3:33,7 | Bente Skari      |
| 24.     | 18 lutego | 2001 | Lahti         | 10 km łączony            | 28:06,1    | +1:59,0 | Virpi Kuitunen   |
| 14.     | 20 lutego | 2001 | Lahti         | 10 km stylem klasycznym  | 29:13,5    | +1:52,0 | Bente Skari      |
| 5.      | 23 lutego | 2001 | Lahti         | Sztafeta 4 × 5 km        | 53:01,6    | +2:45,4 | Rosja            |
| 10.     | 18 lutego | 2003 | Val di Fiemme | 15 km stylem klasycznym  | 39:40,9    | +1:56,8 | Bente Skari      |
| 17.     | 20 lutego | 2003 | Val di Fiemme | 10 km stylem klasycznym  | 25:47,0    | +1:44,3 | Bente Skari      |
| 19.     | 22 lutego | 2003 | Val di Fiemme | 10 km łączony            | 26:38,4    | +47,7   | Kristina Šmigun  |
| 6.      | 24 lutego | 2003 | Val di Fiemme | Sztafeta 4 × 5 km        | 50:54,7    | +1:31,2 | Niemcy           |
| 16.     | 28 lutego | 2003 | Val di Fiemme | 30 km stylem dowolnym    | 1:14:29,8  | +4:24,5 | Olga Zawiałowa   |
| 24.     | 19 lutego | 2005 | Oberstdorf    | 15 km bieg łączony       | 42:16,8    | +2:42,3 | Julija Czepałowa |
| 8.      | 21 lutego | 2005 | Oberstdorf    | Sztafeta 4 × 5 km        | 57:15,7    | +2:25,0 | Norwegia         |
| 25.     | 22 lutego | 2005 | Oberstdorf    | Sprint stylem klasycznym | 2:15,5     | –       | Emelie Öhrstig   |
| 13.     | 26 lutego | 2005 | Oberstdorf    | 30 km stylem klasycznym  | 1:27:05,8  | +2:06,8 | Marit Bjørgen    |

### Mistrzostwa świata juniorów
| Miejsce | Dzień    | Rok  | Miejscowość | Konkurencja            | Czas biegu | Strata  | Zwyciężczyni        |
| ------- | -------- | ---- | ----------- | ---------------------- | ---------- | ------- | ------------------- |
| 3.      | 20 marca | 1992 | Vuokatti    | Sztafeta 4 × 5 km      | ?          | ?       | Finlandia           |
| 34.     | 22 marca | 1992 | Vuokatti    | 15 km stylem dowolnym  | 38:31,6    | +3:13,0 | Olga Korniejewa     |
| 18.     | 2 marca  | 1993 | Harrachov   | 5 km stylem klasycznym | 16:39,1    | +1:09,5 | Kateřina Neumannová |
| 2.      | 4 marca  | 1993 | Harrachov   | Sztafeta 4 × 5 km      | 1:05:15,3  | +59,9   | Rosja               |
| 26.     | 6 marca  | 1993 | Harrachov   | 15 km stylem dowolnym  | 14:28,7    | +3:27,0 | Irina Składniewa    |

### Puchar Świata

#### Miejsca w klasyfikacji generalnej
- sezon 1994/1995: 78.
- sezon 1995/1996: 39.
- sezon 1996/1997: 64.
- sezon 1997/1998: 47.
- sezon 2000/2001: 83.
- sezon 2001/2002: 86.
- sezon 2002/2003: 29.
- sezon 2003/2004: 21.
- sezon 2004/2005: 42.
- sezon 2005/2006: 28.

#### Miejsca na podium
Ek nie stała na podium indywidualnych zawodów Pucharu Świata.

### FIS Marathon Cup

#### Miejsca w klasyfikacji generalnej
- sezon 2006/2007: 1.
- sezon 2007/2008: 3.

#### Miejsca na podium
| Nr  | Dzień       | Rok  | Zawody              | Dystans                 | Czas biegu | Strata  | Pozycja | Zwyciężczyni      |
| --- | ----------- | ---- | ------------------- | ----------------------- | ---------- | ------- | ------- | ----------------- |
| 1.  | 28 stycznia | 2007 | Marcialonga         | 70 km stylem klasycznym | 2:25:00,2  | +20,3   | 2.      | Hilde Pedersen    |
| 2.  | 4 lutego    | 2007 | König-Ludwig-Lauf   | 50 km stylem klasycznym | 1:35:54,6  | –       | 1.      | –                 |
| 3.  | 18 lutego   | 2007 | Tartu Maraton       | 63 km stylem klasycznym | 3:07:03,0  | –       | 1.      | –                 |
| 4.  | 4 marca     | 2007 | Vasaloppet          | 90 km stylem klasycznym | 4:48:29,0  | –       | 1.      | –                 |
| 5.  | 11 marca    | 2007 | Engadin Skimarathon | 42 km stylem dowolnym   | 1:50:32,6  | +1,2    | 2.      | Laurence Rochat   |
| 6.  | 16 grudnia  | 2007 | La Sgambeda         | 42 km stylem dowolnym   | 1:57:59,6  | +4:44,0 | 3.      | Tatjana Jambajewa |
| 7.  | 20 stycznia | 2008 | Dolomitenlauf       | 60 km stylem dowolnym   | 1:50:42,5  | +6:39,8 | 3.      | Tatjana Jambajewa |
| 8.  | 28 stycznia | 2008 | Marcialonga         | 70 km stylem klasycznym | 3:43:27,0  | +3:14,0 | 2.      | Jenny Hansson     |
| 9.  | 3 lutego    | 2008 | König-Ludwig-Lauf   | 42 km stylem klasycznym | 1:44:26,9  | –       | 1.      | –                 |
| 10. | 9 marca     | 2008 | Engadin Skimarathon | 42 km stylem dowolnym   | 1:33:27,3  | +14,2   | 2.      | Katrin Zeller     |
| 11. | 15 marca    | 2008 | Birkebeinerrennet   | 54 km stylem klasycznym | 2:52:04,0  | +3:02,0 | 3.      | Hilde Pedersen    |